# Попово (Мендзижецький повіт)
Попово (пол. Popowo, нім. Popowo) — село в Польщі, у гміні Бледзев Мендзижецького повіту Любуського воєводства.
Населення — 349 осіб (2011).

## Демографія
Демографічна структура станом на 31 березня 2011 року:
|          | Загалом | Допрацездатний вік | Працездатний вік | Постпрацездатний вік |
| -------- | ------- | ------------------ | ---------------- | -------------------- |
| Чоловіки | 178     | 35                 | 129              | 14                   |
| Жінки    | 171     | 39                 | 98               | 34                   |
| Разом    | 349     | 74                 | 227              | 48                   |